# Georg Baier (Geistlicher)
Georg Baier (* 1870 in Kamyshin, Oblast Wolgograd; † 13. Januar 1938 in Nowosibirsk) war ein deutsch-russischer römisch-katholischer Geistlicher und Märtyrer.

## Leben
Georg Baier stammte aus einer wolgadeutschen Familie des Bistums Tiraspol. Er besuchte das Priesterseminar in Saratow und wurde um 1897 zum Priester geweiht. Seine Wirkungsorte waren Saratow, Rohleder (Raskaty), zugehörig zu Mariental in der Marxowski rajon (1903–1911), gleichzeitig Herzog (Susly), ebenfalls zugehörig zu Mariental, dann Katharinenstadt/Marxstadt; dort war er auch Dekan. 1930 wurde er in Saratow festgenommen und zu 3 Jahren Lagerhaft verurteilt sowie nach  Sibirien verbannt. Er kehrte nach Marxstadt zurück, wurde 1935 erneut verhaftet und zu 10 Jahren Arbeitslager verurteilt. Am 25. Dezember 1937 wurde er zum Tode verurteilt und Mitte Januar im Gefängnis Nowosibirsk erschossen.

## Gedenken
Die Römisch-katholische Kirche in Deutschland nahm Pfarrer Georg Baier als Märtyrer in das deutsche Martyrologium des 20. Jahrhunderts auf.